# الرقابة في إيران
الرقابة في إيران تعني الحد أو قمع النشر أو بالأحرى نشر العروض والمعلومات التي تُصادق عليها جمهورية إيران الإسلامية، فغالبية هذه الرقابة تنفذ من قبل الحكومة الإيرانية.
تتضمن رقابة المحتوى غالبا المعلومات التي تتعلق بالإباحية، بالإضافة إلى بعض مصادر الأخبار التي قد تُعتبر «دخيلة» على إيران.
عادة ما تقوم إيران بفرض رقابة على كل وسائل الإعلام؛ بما في ذلك التلفاز، ووسائل الإعلام المطبوعة، والراديو، والأفلام وحتى شبكة الإنترنت. أما وسائل الإعلام المقبولة فعادة ما تكون قد تعرضت للفحص والتدقيق من قِبل وزارة الثقافة والإرشاد الإسلامي قبل أن يسمح لها بممارسة مهامها بشكل حر إلى حد ما. وكانت منظمة مراسلون بلا حدود قد صنفت إيران في المراتب الأخيرة من ناحية حرية الصحافة، حيث وصفت الوضع بأنه «خطير جدا»، وبأن إيران احتلت أسوء مرتبة في مقياس المنظمة. كما اعتبرت نفس المنظمة أن إيران واحدة من أكبر سجون الصحفيين في العالم.

## مواضيع الرقابة
تشما الرقابة في إيران مجموعة واسعة من المواضيع، بعض منها اعترفت به الحكومة الإيرانية نفسها والبعض الآخر وثقه مُراقبون ومدونون من داخل وخارج البلاد.

### السياسية
يُنظر إلى الرقابة في إيران كإجراء للحفاظ على استقرار البلاد، حيث تمنع هذه الرقابة تحرك كل الأحزاب السياسية غير المُرخص لها، كما تمنع أو بالأحرى تحد من القيام بثورات مضادة أو التهجم على الدولة أو الدين، ففي عام 2007 حكم على خمس نساء بالسجن بتهمة «تهديد الأمن القومي» وذلك بعدما جمعوا أكثر من مليون توقيع لدعم إلغاء القوانين التي تميز ضد المرأة.
في إيران؛ هناك بعض المواضيع الممنوع فيها النقاش على وسائل الإعلام وذلك بسبب الشرط الذي فرضه المجلس الاعلى للأمن القومي في وقت سابق، وتشمل هذه المواضيع مشاكل إيران الاقتصادية، وإمكانية فرض عقوبات دولية جديدة على الدولة بسبب برنامجها النووي بالإضافة إلى المفاوضات مع الولايات المتحدة بشأن العراق، ثم المحرمات الاجتماعية والاضطرابات بين إيران والأقليات الإثنية كما يُحرم مناقشة موضوع الاعتقالات في أعوام 2007، 2009 و2017.

#### وسائل الإعلام
تعرضت الصحافة في إيران للعديد من الهجمات، ولعل أبرزها الحملة التي حصلت ما بين 7 و11 أغسطس 1979، عندما شن الخميني هجمة على معظم صُحف البلاد وأمر بتأسيس قوات لتوطيد السيطرة على الصحافة، كما حظر مجموعة من «الصحف غير الإسلامية» بموجب قانون جديد للصحافة في البلاد يحظر «الثورة المضادة».
على الرغم من الحظر المفروض على مجموعة كبيرة من القنوات الفضائية، إلا أن الشعب الإيراني ظل يستقبل الأخبار من خلال الأطباق المُتبثة في أسطح المنازل ومن قنوات أُخرى (غالبيتها فارسية) بما في ذلك صوت أمريكا، كما يستقبل قنوات تهتم ببث مواضيع سياسية وترفيهية، وقد تيين أن 30% من الإيرانيين يُشاهدون التلفزيون الكبلي، بينما المراقبون يؤكدون على أن الأرقام من المرجح أن تكون أعلى من ذلك.
هناك عدد من قنوات الراديو التي تعمل على الموجات القصيرة والتي يُمكن التقاطها في إيران، إلا أن عملها غير مُصرح به، لذلك تُواجه أحيانا بعض التشويش من قبل الحكومة الإيرانية بسبب طبيعة البرامج المثيرة للجدل التي تُقدمها. ومن بين هذه القنوات هناك صوت إسرائيل الذي يستطيع الإيرانيين الاستماع له لكن بطريقة غير مشروعة، حيث يطلب رقم سري في أوروبا ثم يُحول الرقم مباشرة نحو استوديو القناة في إسرائيل، وكل هذا من أجل حماية المُستمعين من الاضطهاد والعقاب بتهمة التواصل مع دولة عدو.
في آذار/مارس 2009، منع عرض رسوم العم بورانغ الذي كان يحظى بشعبية كبيرة خاصة في وسط الأطفال؛ وكانت تُقدر عدد مشاهدات الرسوم بالملايين حيث أن كل طفل إيراني يُشاهده ثلاث مرات في الأسبوع، وأما عن سبب المنع والحظر فهو بث حلقة سمى فيها أحد أبطال الرسوم قدره بمحمود أحمدي نجاد.
وفي أيلول/سبتمبر 2017، أدانت مراسلون بلا حدود النظام القضائي الإيراني والمخابرات بسبب محاولاتهما الضغط على الصحافيين الإيرانيين في الخارج من خلال سجن وتعذيب أسرهم في الداخل وذلك بهدف خلق تأثير فارسي في أقسام اللغات في وسائل الإعلام الدولية مثل بي بي سي الفارسية والخدمات الموالية لها.

### الدينية
هناك رقابة دينية في إيران، حيث أن هناك بعض المُراقبين لكل ما يجري من الناحية الدينية في البلاد، فبعضهم رسمي أي يعمل كموظف لدى الحكومة والبعض الآخر مُخبر متطوع لا غير. وفي هذا الإطار فقد شهدت الدولة العديد من الأحداث لعل أبرزها ما حصل عام 2007 عندما حرر مجموعة من الطلاب من جامعة أمير كبير للتكنولوجيا عدة مقالات تُشير إلى أن أي إنسان غير معصوم من الخطأ —بما في ذلك محمد— مما سبب ضجة كبيرة في تلك الفترة وقد اقتيد واعتقل ثمانية منهم في سجن إيفين للتحقيق.

### اعتقال الفنانين
في 1 آذار/مارس 2010، اعتقل جعفر بناهي، وفي 20 كانون الأول/ديسمبر من نفس السنة أُدين بناهي بتهمة «التجمع والتواطؤ بقصد ارتكاب جرائم ضد الأمن الوطني للبلد والدعاية ضد الجمهورية الإسلامية»، وقد حكمت عليه المحكمة الثورية الإسلامية بالسجن ست سنوات مع عدم قيامه بأي إخراج أو إنتاج لأي فيلم أو مسلسل وابتعاده الكامل عن كتابة السيناريوهات لمدة 20 سنة كاملة، كما منعته نفس المحكمة بعدم الإدلاء بأي تصريح لأي جهة كيف ما كان نوعها خاصة وسائل الإعلام الأجنبية، ثم منعته أيضا من مُغادرة البلاد باستثناء الحج في مكة أو السفر للضرورة قصد العلاج الطبي مثلا، وقد اعترض جعفر على هذا الحكم؛ ثم في 15 تشرين الأول 2011 أيدت محكمة في طهران الحكم الصادر على بناهي، وفي أعقاب قرار المحكمة، وضع بناهي تحت الإقامة الجبرية، ولم يُسمح له التحرك بحرية.
اعتقل المخرج المستقل حسين رجبيان بعد الانتهاء من إخراج أول فيلم له، حيث اعتُقل من قبل قوات الأمن الإيرانية في 5 تشرين الأول/أكتوبر 2013 خارج مكتبه جنبا إلى جنب مع اثنين من الموسيقيين، ونقل في وقت لاحق إلى الجناح رقم 2 في سجن إيفين، حيث وُضع كل واحد منهم في الحبس الانفرادي لمدة زادت عن الشهرين، وبعدما اعترض على الحكم الصادر في حقه؛ أُعيد النظر في قضيته من قِبل محكمة الثورة التي حكمت عليه بالسجن لمدة ست سنوات في السجن مع غرامات مالية ومتابعة قانونية شديدة لأعماله وأنشطته السينمائية.

## الرقابة على الإنترنت في إيران
في العقد الأول من القرن 21، شهدت إيران طفرة كبيرة في استخدام الإنترنت، حيث بات 20 مليون شخص يتوفر على اتصال به، مما يعني أنها ثاني أعلى نسبة في الشرق الأوسط بعد إسرائيل. في البداية كانت الحكومة المسؤول الأول عن تقديم خدمات الإنترنت في البلاد، وكان الرقابة عندئذ نسبيا مفتوحة، مما جعل الأخبار تتسرب بسهولة ويقرأها عدد غفير من المواطنين في يوم حدوثها؛ كل هذا جعل الحكومة تُقوض عملية الاتصال بالانترنت وزادت من الرقابة عليه؛ بل حتى وسائل الإعلام الشهيرة تعرضت للرقابة والمنع في بعض الفترات.
في السنوات الأخيرة، فرضت إيران على مقدمي خدمة الإنترنت منع الوصول إلى المواقع الإباحية والمواقع المُسيئة للإسلام، كما قامت الحكومة والوزارة المعنية بالأمر بحظر العديد من شبكات التواصل الاجتماعي على غرار فايسبوك ويوتيوب وحتى المواقع الإخبارية الخارجية التي عادة ما تتتهجم على إيران بسبب «انعدام» الحرية الفردية وحرية التعبير في البلاد.
في عام 2025، نشر موقع IranNews.ge، وهو منصة إخبارية مستقلة ومتعددة اللغات، تقريرًا وثائقيا بعنوان «الأرض المحرمة: رواية وثائقية عن الرقابة الإعلامية والرقمية في الجمهورية الإسلامية»، يُسلّط الضوء فيه على البُنى القانونية والتقنية والمؤسسية التي تعتمدها السلطات الإيرانية لفرض الرقابة على الإعلام والفضاء الرقمي.

## حظر وسائل الإعلام
في عام 2010، بدأت الحكومة الإيرانية باستخدام برامج ويب وغيرها من تقنيات المُراقبة قصد فرض رقابة على الأفلام الأجنبية التي تُعتبر مسيئة أو غير أخلاقية، والفكرة من وراء ذلك هو منع المواطنين من الوصول إلى مثل هذه المواد، وقد شملت الرقابة كل من إعلانات المشروبات الكحولية، مواقع الشعوذة، المشاهد الساخنة بين الرجل والمرأة، إظهار وجوه النساء وشعرهن دون حجاب، شعارات تحمل عناوين «مُسيئة» على القمصان وغيرها الكثير.
الرقابة في إيران طالت مجال النسيج أيضا، حيث تم توجيه معظم صناع الملابس إلى إنتاج أقمصة طويلة العنق خاصة الملابس النسائية حتى لا يظهر بعض من أثدائهم كما هو الحال في بعض الدول الغربية، وقد واصلت الرقابة في إيران مسيرها عندما وصلت لترجمة الأفلام الأجنبية، حيث عادة ما يتم حذف كل المشاهد الساخنة كما يتم التعديل في الترجمة من خلال استعمال جمل وعبارات أقل جُرئة من قبيل «لنتزوج» بدلا من «ممارسة الحب» أو «ممارسة الجنس» وهكذا.

### الكتب
تم حظر نشر أو توزيع العديد من الكتب في إيران، ولعل أشهرهما:
- آيات شيطانية
- ذكرى عاهراتي الحزينات[14]

### الأفلام
تم منع العديد من الأفلام من العرض في التلفزة الإيرانية وفي صالات السينما وذلك من قبيل:
- الدائرة[15]
- الذهب القرمزي
- نصف القمر[16][17]
- حالة تسلل
- برسبوليس
- عشرة
- وقت الحب

### ألعاب الفيديو
تم منع قلة قليلة من الألعاب في إيران مثل:
- باتلفيلد 3[18]
- آرما 3 [19][20]

## وصلات خارجية
- حجازي أراش: أنت لا تستحق أن تنشر كتابا في إيران مجلة عالم الكتب، المجلد 22، عدد 1، 2011, pp. 53–62(10),] دُوِي:10.1163/095796511X562644
- الرقابة على الموسيقى في إيران - فريميوز
- لجنة مناهضة الرقابة في إيران - مكافحة الرقابة في إيران
- أمثلة على الرقابة في إيران
- أنا لن أسجل في هذا الموقع - موقع جوجل لمناهضة الرقابة في إيران
- مجلة محظورة على الإنترنت في إيران
- المجال الرقمي في إيران
- الانتخابات في إيران وأرشيف وسائل الإعلام مع الرقابة